# François Mercurio
Pour les articles homonymes, voir Mercurio (homonymie).
François Mercurio, né le 19 janvier 1930 à Chiffalo (Algérie) et mort le 28 décembre 2010 à Martigues (Bouches-du-Rhône), est un footballeur français évoluant au poste de milieu de terrain.
Il a joué 117 matchs en Division 1 avec l'Olympique de Marseille.

## Palmarès
- Finaliste de la Coupe de France 1953-1954 avec l'Olympique de Marseille
- Vainqueur de la Coupe Charles Drago en 1957 avec l'Olympique de Marseille